# Ditcheat
Ditcheat – wieś w Anglii, w hrabstwie Somerset, w dystrykcie (unitary authority) Somerset. Leży 37 km na południe od miasta Bristol i 173 km na zachód od Londynu. W 2001 miejscowość liczyła 752 mieszkańców.